# Estádio da Zona Sul
O Estádio da Zona Sul, oficialmente denominado Estádio Raul Oliveira, é a casa da SER Santo Ângelo, localizado no município gaúcho de Santo Ângelo.
Sua capacidade atual é de 8.000 torcedores, com oito cabines para a imprensa, pavilhão coberto com 700 cadeiras cativas. Sob a arquibancada foram construídos os vestiários (para as equipes profissionais, juniores e arbitragens) e concentração para abrigar aproximadamente 60 atletas com refeitório, cozinha, lavanderia, sala de fisioterapia e musculação.

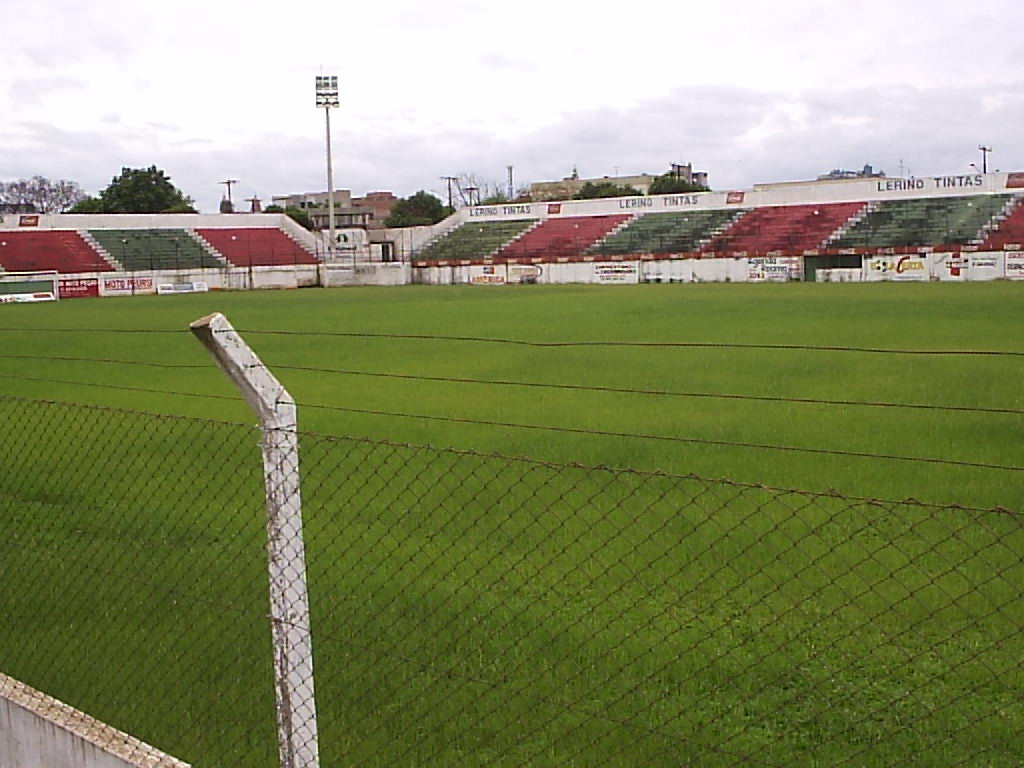
Vista do campo e arquibancadas do estádio